# All Elite Wrestling
All Elite Wrestling (AEW) — американский рестлинг-промоушен, базирующийся в Джексонвилле, Флорида. Основан в 2019 году. Считается вторым по величине рестлинг-промоушеном в США после WWE.
AEW принадлежит Шахиду Хану и его сыну Тони Хану, последний является президентом и главным исполнительным директором. Штаб-квартира компании расположена на арене TIAA Bank Field, домашнем стадионе команды НФЛ «Джэксонвилл Джагуарс», которая также принадлежит Шахиду Хану.
Со 2 октября 2019 года AEW запустила двухчасовое еженедельное телевизионное шоу Dynamite, которое транслируется в прямом эфире на канале TBS в США. У компании также есть два других еженедельных телешоу, оба на TNT: Rampage, часовая программа, выходящая в эфир с 13 августа 2021 года, и Collision, двухчасовая программа, премьера которой состоялась 17 июня 2023 года. В течение года компания также выпускает ряд платных трансляций (PPV) и телевизионных спецвыпусков, а флагманском PPV считается шоу All In.
CBS Sports описал AEW как «первую за почти два десятилетия компанию с крупной финансовой поддержкой, которая начала конкурировать с WWE на серьёзном уровне».

## История
В мае 2017 года рестлинг-журналист Дэйв Мельтцер дал комментарий, что американский рестлинг-промоушен Ring of Honor (ROH) не сможет продать 10 000 билетов на своё шоу. На комментарий отреагировали профессиональные борцы Коди Роудс и «Янг Бакс» (Мэтт и Ник Джексон), которые были ведущими звёздами, работающими в ROH. В сентябре 2018 года они организовали и провели независимое шоу по рестлингу под названием All In, в котором приняли участие рестлеры из ROH и других компаний. Билеты были распроданы за 30 минут, шоу собрало самую большую с 1993 года аудиторию среди реслинг-шоу в Америке, организованных не WWE или World Championship Wrestling. Шоу посетили 11 263 человека. Шоу All In получило признание, в результате появилось много слухов о том, что Коди и Джексоны создадут собственный рестлинг-промоушен. О создании AEW было сообщено 1 января 2019 года в эпизоде «Быть элитой», веб-сериале на YouTube. Футбольный менеджер и давний поклонник рестлинга Тони Хан был объявлен президентом компании. Тони и его отец, Шахид, являются миллиардерами и входят в группу владельцев «Джэксонвилл Джагуарс» и футбольного клуба «Фулхэм».
3 января 2019 года жена Коди — Брэнди Роудс была объявлена бренд-директором компании. 8 января 2019 года компания провела свою первую пресс-конференцию на площади TIAA Bank Field, где они объявили о рестлерах, которые присоединились к AEW, включая команду SoCal Uncensored (Кристофер Дэниелс, Скорпио Скай и Фрэнки Казариан), Доктор Бритт Бейкер, Джои Джанела, «Вешатель» Адам Пейдж, ПАК и Крис Джерико. Билли Ганн был объявлен продюсером компании.
В апреле 2019 стало известно, что легендарный комментатор Джим Росс подписал трёхлетний контракт All Elite Wrestling и станет комментатором первого крупного шоу Double or Nothing. Ринг-анонсером All Elite Wrestling станет бывший сотрудник WWE Джастин Робертс.
26 апреля было объявлено, что противником Коди Роудса на первом шоу Double or Nothing будет его брат Дастин Роудс, более известный как Голдаст.
15 мая стало известно, что AEW заключили телевизионный контракт с каналом TNT и будут транслировать шоу AEW Dynamite на еженедельной основе c осени 2019 года.
Первое шоу All Elite Wrestling под названием Double or Nothing состоялось 25 мая 2019 года в MGM Grand Garden Arena (Лас-Вегас, Невада). После окончания главного матча, в котором Крис Джерико победил Кенни Омегу, в AEW дебютировал бывший рестлер WWE — Джон Моксли. Во время шоу легенда рестлинга Брет Харт представил титул чемпиона мира AEW, за который в будущем сразятся Крис Джерико и «Висельник» Адам Пейдж, который победил в матче Casino Battle Royale.
15 февраля 2022 года Коди и Бренди Роудс, бывшие одними из основателей компании, покинули All Elite Wrestling.

## Шоу
| TV шоу              | Период трансляции                 | Сеть вещания | Примечания |
| ------------------- | --------------------------------- | ------------ | --- |
| AEW Dynamite        | 2 октября 2019 — настоящее время  | TBS          | Флагманская программа AEW.                                                                                         |
| AEW Dark            | 8 октября 2019 — настоящее время  | YouTube      | В передачи представлены тёмные матчи не вошедшие в основное шоу, а также обсуждения и интервью с гостями передачи. |
| AEW Dark: Elevation | 15 марта 2021 — настоящее время   | YouTube      | Матч с начинающими рестлерами и независимыми исполнителями.                                                        |
| AEW Rampage         | 13 августа 2021 — настоящее время | TNT          | Вторая еженедельная телевизионная программа AEW.                                                                   |

## Сотрудники
Основная статья федерации Список сотрудников All Elite Wrestling

## PPV-шоу

### 2019
| Шоу                  | Дата            | Место                    | Арена                  | Главный матч                                                    |
| -------------------- | --------------- | ------------------------ | ---------------------- | --------------------------------------------------------------- |
| Double or Nothing    | 25 мая 2019     | Лас-Вегас, Невада        | MGM Grand Garden Arena | Кенни Омега п. Криса Джерико                                    |
| Fyter Fest           | 29 июня 2019    | Дейтона-бич, Флорида     | Ocean Center           | Джон Моксли п. Джоуи Джанела                                    |
| Fight for the Fallen | 13 июля 2019    | Джексонвилл, Флорида     | Daily’s Place          | Братство (Коди и Дастин Роудс) п. Янг Бакс (Мэтт и Ник Джексон) |
| All Out              | 31 августа 2019 | Хофман Эстейтс, Иллинойс | Sears Centre Arena     | Крис Джерико п. Адама Пейджа за титул чемпиона мира AEW         |
| Full Gear            | 9 ноября 2019   | Балтимор, Мэриленд       | Royal Farms Arena      | Джон Моксли п. Кенни Омега                                      |

### 2020
| Шоу               | Дата            | Место                | Арена                           | Главный матч |
| ----------------- | --------------- | -------------------- | ------------------------------- | --- |
| Revolution        | 29 февраля 2020 | Чикаго, Иллинойс     | MGM Grand Garden Arena          | Крис Джерико (с) п. Джона Моксли за титул чемпиона мира AEW |
| Double or Nothing | 23 мая 2020     | Джексонвилл, Флорида | Daily’s Place и TIAA Bank Field | Мэтт Харди и «Элита» (Адам Пейдж, Кенни Омега, Мэтт Джексон и Ник Джексон) п. «Внутренний круг» (Крис Джерико, Джейк Хагер, Сэмми Гевара, Сантана и Ортиз) в матче Stadium Stampede. |
| All Out           | 5 сентября 2020 | Джексонвилл, Флорида | Daily’s Place                   | Джон Моксли (с) п. MJF за титул чемпиона мира AEW |
| Full Gear         | 7 ноября 2019   | Джексонвилл, Флорида | Daily’s Place                   | Джон Моксли (с) п. Эдди Кингстона в матче I Quit за титул чемпиона мира AEW |

### 2021
| Шоу               | Дата             | Место                     | Арена         | Главный матч |
| ----------------- | ---------------- | ------------------------- | ------------- | --- |
| Revolution        | 7 марта 2021     | Джексонвилл, Флорида      | Daily’s Place | Кенни Омега (с) п. Джона Моксли в смертельном матче со взрывающейся колючей проволокой за титул чемпиона мира AEW                                                          |
| Double or Nothing | 30 мая 2021      | Джексонвилл, Флорида      | Daily’s Place | «Внутренний круг» (Крис Джерико, Джейк Хагер, Сэмми Гевара, Сантана и Ортиз) против «Вершины» (MJF, Шон Спирс, Уордлоу, Кэш Уилер и Дакс Харвуд) в матче Stadium Stampede. |
| All Out           | 5 сентября, 2021 | Хоффман Эстейтс, Иллинойс | Now Arena     | Кенни Омега (с) п. Кристиана Кейджа за титул чемпиона мира AEW |
| Full Gear         | 13 ноября 2021   | Миннеаполис, Миннесота    | Target Center | Кенни Омега (с) п. Адама Пейджа за титул чемпиона мира AEW |

### 2022
| Шоу                        | Дата            | Место                     | Арена                    | Главный матч                                                                  |
| -------------------------- | --------------- | ------------------------- | ------------------------ | ----------------------------------------------------------------------------- |
| Revolution                 | 6 марта 2022    | Орландо, Флорида          | Addition Financial Arena | Адам Пейдж (c) п. Адам Коула за титул чемпиона мира AEW                       |
| Double or Nothing          | 29 мая 2022     | Парадайс, Невада          | T-Mobile Arena           | Адам Пейдж (c) п. Си Эм Панка за титул чемпиона мира AEW                      |
| AEW x NJPW: Forbidden Door | 26 июня 2022    | Чикаго, Иллинойс          | Юнайтед-центр            | Джон Моксли п. Хироси Танахаси за титул временного чемпиона мира AEW          |
| All Out                    | 4 сентября 2022 | Хоффман Эстейтс, Иллинойс | Now Arena                | Си Эм Панк п. Джона Моксли (c) за титул чемпиона мира AEW                     |
| Full Gear                  | 19 ноября 2022  | Ньюарк, Нью-Джерси        | Пруденшал-центр          | Джон Моксли (c) против Максвелла Джейкоба Фридмана за титул чемпиона мира AEW |

### 2023
| Шоу               | Дата            | Место                    | Арена                             | Главный матч |
| ----------------- | --------------- | ------------------------ | --------------------------------- | --- |
| Revolution        | 5 марта 2023    | Сан-Франциско,Калифорния | Чейз Центер                       | MJF (c) п. Брайана Дэниэлсона в матче по правилам «Железный человек» за титул чемпиона мира AEW                                                                                          |
| Double or Nothing | 28 мая 2023     | Парадайз, Невада         | Т-Мобил Арена                     | «Blackpool Combat Club» (Брайан Дэниэлсон, Джон Моксли, Клаудио Кастаньоли, Уилер Юта) пр. «The Elite» (Кенни Омега, Адам Пейдж, Мэтт Джексон, Ник Джексон) в матче Anarchy in the Arena |
| Forbidden Door    | 25 июня 2023    | Торонто, Онтарио         | Скоушабэнк-арена                  | Брайан Дэниэлсон п. Казучика Окада |
| All In            | 27 августа 2023 | Лондон                   | Уэмбли                            | MJF (c) п. Адама Коула в матче за чемпионство мира AEW |
| All Out           | 3 сентября 2023 | Чикаго, Иллинойс         | Юнайтед-центр                     | Орэндж Кэссиди (с) п. Джона Моксли в матче за международное чемпионство AEW |
| WrestleDream      | 1 октября 2023  | Сиэттл, Вашингтон        | Клаймэт Пледж-арена               | Кристиан Кейдж (с) п. Дарби Аллена в матче по правилам «2 из 3 удержаний» за чемпионство TNT AEW                                                                                         |
| Full Gear         | 18 ноября 2023  | Иглвуд, Калифорния       | Киа Форум                         | MJF (с) п. Джея Уайта в матче за чемпионство мира AEW |
| Worlds End        | 30 декабря 2023 | Юниондейл, Нью-Йорк      | Нассау Ветеранз Мемориал Колизеум | MJF (с) п. Самоа Джо в матче за чемпионство мира AEW |

### 2024
| Шоу               | Дата           | Место                        | Арена                  | Главный матч |
| ----------------- | -------------- | ---------------------------- | ---------------------- | --- |
| Revolution        | 3 марта 2024   | Гринсборо, Северная Каролина | Комплекс Гринсборо     | Стинг и Дарби Аллин (с) п. The Young Bucks в матче за командные чемпионства мира AEW                                                                                                  |
| Dynasty           | 21 апреля 2024 | Сент-Луис, Миссури           | Чайфец Арена           | Самоа Джо (с) п. Свёрв Стрикленда в матче за чемпионство мира AEW |
| Double or Nothing | 26 мая 2024    | Парадайз, Невада             | MGM Grand Garden Arena | The Elite (Казучика Окада, Джек Перри, Мэттьюз и Николас Джексоны) п. Сборной AEW (Дарби Аллен, Дэкс Харвуд, Кэш Уайлдер, Брайан Дэниэслон) - матч по правилам "Anarchy in the Arena" |

## Титулы и достижения
См. также основная статья Список действующих чемпионов AEW

### Действующие чемпионы
| Титул                           | Действующий чемпион                                    | Чемпионство | Дата выигрыша   | Шоу                      | Предыдущий чемпион                                         |
| ------------------------------- | ------------------------------------------------------ | ----------- | --------------- | ------------------------ | ---------------------------------------------------------- |
| Чемпион мира AEW                | "Вешатель" Адам Пейдж                                  | 2-е         | 12 июля 2025    | All In (2025)            | Джон Моксли                                                |
| Чемпион мира AEW среди женщин   | Тони Шторм                                             | 4-е         | 15 февраля 2025 | Grand Slam Australia     | Марая Мэй                                                  |
| Международный чемпион AEW       | Кадзутика Окада                                        | 1-е         | 12 июля 2025    | All In (2025)            | Кенни Омега                                                |
| Континентальный чемпион AEW     | Кадзутика Окада                                        | 1-е         | 20 марта 2024   | Dynamite                 | Эдди Кингстон                                              |
| Чемпион TNT AEW                 | Дастин Роудс                                           | 1-е         | 12 июля 2025    | All In (2025)            | Адам Коул                                                  |
| Чемпион TBS AEW                 | Мерседес Моне                                          | 1-е         | 26 мая 2024     | Double or Nothing (2024) | Уиллоу Найтингел                                           |
| Командные чемпионы мира AEW     | The Hurt Syndicate (Бобби Лэшли и Шелтон Бенджамин)    | 1-e         | 22 января 2025  | Dynamite                 | Private Party (Исайя Кэссиди и Марк Квен)                  |
| Чемпионство мира AEW среди трио | The Opps (Самоа Джо, Пауэрхаус Хоббс и Кацуёри Сибата) | 1-е         | 16 апреля 2025  | Dynamite                 | Death Riders (Клаудио Кастаньоли, Уилер Юта и Джон Моксли) |

### Другие достижения
| Событие                     | Победитель   | Дата выигрыша   | Шоу      | Предыдущий победитель |
| --------------------------- | ------------ | --------------- | -------- | --------------------- |
| Мужской Casino Battle Royal | Кайл О’Райли | 8 июня 2022     | Dynamite | Джангл Бой            |
| Женский Casino Battle Royal | Руби Сохо    | 5 сентября 2021 | All Out  | Найла Роуз            |